# Rüsselsheimer Dreieck
De Rüsselsheimer Dreieck is een knooppunt in de Duitse deelstaat Hessen.
Op dit knooppunt sluit de A60 vanuit Koblenz aan op de A67 Mönchhof Dreieck-Viernheimer Dreieck

## Geografie
Het knooppunt ligt in het zuidoosten van de stad Rüsselsheim am Main.
Nabijgelegen steden zijn Raunheim en Bischofsheim.

## Configuratie
Knooppunt
Het is een half-sterknooppunt.
Rijstrook
Nabij het knooppunt hebben beide snelwegen 2x2 rijstroken.
Alle verbindingswegen hebben twee rijstroken.

## Verkeersintensiteiten
Dagelijks passeren ongeveer 180.000 voertuigen het knooppunt.
| Van                                | Naar                  | Gemiddeld aantal voertuigen per dag | Percentage vrachtverkeer |
| ---------------------------------- | --------------------- | ----------------------------------- | ------------------------ |
| AS Rüsselsheim-Ost (A 67)          | Rüsselsheimer Dreieck | 84.800                              | 11,8 %                   |
| Rüsselsheimer Dreieck              | AS Groß-Gerau (A 67)  | 70.500                              | 10,0 %                   |
| AS Rüsselsheim-Königstädten (A 60) | Rüsselsheimer Dreieck | 63.100                              | 10,6 %                   |

## Richtingen knooppunt
| Aansluitende wegen                              | Aansluitende wegen | Aansluitende wegen                                | Aansluitende wegen | Aansluitende wegen |
| ----------------------------------------------- | ------------------ | ------------------------------------------------- | ------------------ | ------------------ |
|                                                 |                    | richting Frankfurt / Dortmund Hannover / Keulen   |                    |                    |
|                                                 |                    |                                                   |                    |                    |
| richting Rüsselsheim / Wiesbaden Mainz / Bingen |                    |                                                   |                    |                    |
|                                                 |                    |                                                   |                    |                    |
|                                                 |                    | richting Darmstadt / Stuttgart Heidelberg / Bazel |                    |                    |